# Martensiomyces pterosporus
Martensiomyces pterosporus är en svampart som beskrevs av J.A. Mey. 1957. Martensiomyces pterosporus ingår i släktet Martensiomyces och familjen Kickxellaceae.   Inga underarter finns listade i Catalogue of Life.